# 弗兰肯埃克
弗兰肯埃克是德国莱茵兰-普法尔茨州的一个市镇。总面积4.76平方公里，总人口799人，其中男性413人，女性386人（2011年12月31日），人口密度168人/平方公里。